# Autism Network International
Autism Network International (ANI) est une organisation de défense menée par et pour des personnes autistes. L'ANI défend le droit de refuser d'être soigné des troubles du spectre de l'autisme (TSA). 

## Histoire
L'ANI a été lancé par Jim Sinclair, Kathy Grant et Donna Williams en 1992. Ce groupe de défense est organisé par des personnes autistes et pour les personnes autistes. L'ANI a débuté en tant que groupe de correspondance, mais quand ces différentes personnes se sont rencontrées, « elles ont ressenti un sentiment d'appartenance, d'être compris, d'avoir les mêmes concepts et de partager une même langue, d'être normales ». Sinclair et les autres fondateurs créent une communauté dont les participants peuvent discuter dans un forum en ligne. L'ANI a commencé à publier un bulletin d'information, appelé Our Voice (Notre voix), distribué via son site web.
ANI est responsable de l'invention du mot « neurologiquement typique ». Sinclair s'exprime via l'ANI pour mettre en lumière les avantages positifs à être autiste, plutôt que les aspects négatifs. L'ANI a aidé des personnes autistes à partager la culture autistique.
En 1996, les messages de l'ANI sont déplacés sur les serveurs de l'université de Syracuse.

## Autreat
Autreat est une retraite-conférence américaine organisée par Autism Network International pour les personnes autistes. La première édition de Autreat a eu lieu en 1996 au Camp Bristol Hills dans l'État de New York. En 1999, il y eut 80 participants, dont l'une est venue depuis le Japon. En 2012, il y a eu une édition d'Autreat chaque année depuis 1996 à l'exception de 2001. Autreat est un séminaire pour les personnes autistes conçu par des personnes autistes. Contrairement aux autres conférences sur l'autisme, qui selon l'ANI sont « à propos » des personnes autistes mais sont conçues pour les parents et professionnels. Bien que les parents, professionnels et autres soient bienvenus, Autreat est pensé spécifiquement pour les personnes autistes et offre un cadre « autism friendly », sans bombardement sensoriel. Les invités ne sont pas sous pression pour socialiser. Un simple code visuel sous la forme d'un badge coloré est utilisé pour indiquer si quelqu'un souhaite interagir en général, ne souhaite pas interagir avec des personnes inconnues, ou ne souhaite pas interagir du tout.
Autreat est un rassemblement printanier annuel de personnes autistes, où les comportements autistiques ne sont pas découragés. Les participants à Autreat, par exemple, peuvent porter des badges de couleurs qui indiquent s'il est opportun ou non de les approcher pour leur parler. On peut s'attendre à y trouver des éléments courants chez les personnes autistes, comme le « stimming » (battre des mains, se balancer d'avant en arrière) ou le fait de prendre le discours au premier degré. En revanche, il y a une démarche d'accessibilité spécifique aux personnes autistes : pas de lumières fluorescentes et le port de parfum est découragé. Autreat est un espace où les personnes autistes peuvent rechercher et apprécier une sous-culture nonconformiste.
Autreat a inspiré des programmes similaires dans d'autres pays : Autscape en Angleterre et Projekt Empowerment en Suède.